# Рудка (Любешовская поселковая община)
Рудка (укр. Рудка) — село в Любешовской поселковой общине Камень-Каширского района Волынской области Украины.

## История
В июле 1995 года Кабинет министров Украины утвердил решение о приватизации находившегося здесь совхоза.
Население по переписи 2001 года составляло 425 человек.
До 2020 года входило в Любешовский район.